# شن‌تپه

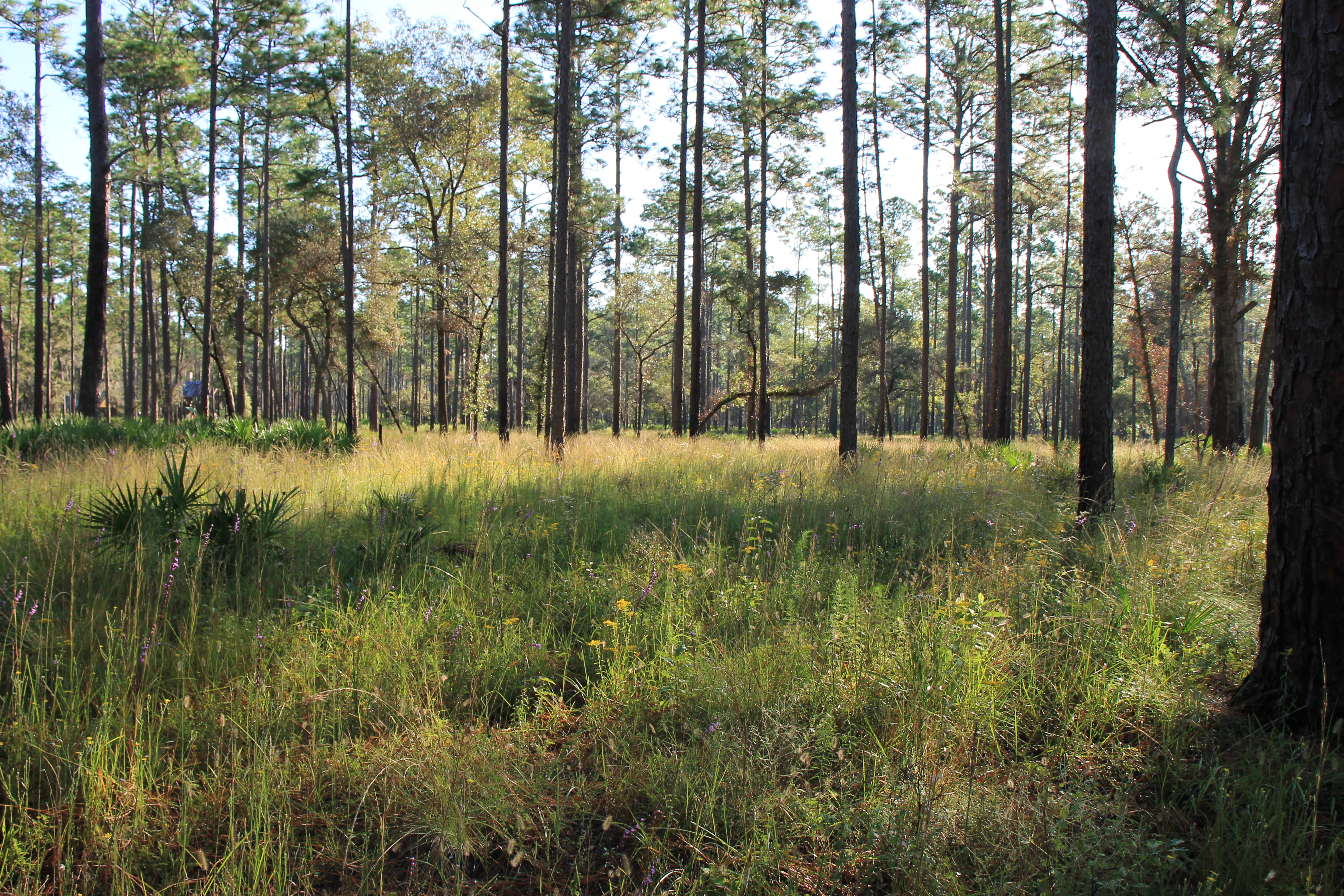
آتش‌سوزی جامعه شن‌تپه‌ها را در جنگل آستین کری، نزدیک گینزویل، فلوریدا حفظ کرد

شن‌تپه‌ها (به انگلیسی: Sandhill)، نوعی جامعه بوم‌شناختی یا بوم‌سازگان حفاظت‌شده توسط آتش‌سوزی جنگلی است. این پدیده مانند تپه شنی نیست. دارای فواصل بازگشت آتش بسیار کوتاه، یک تا پنج‌ساله است. شن‌تپه‌ها بدون آتش، متحمل توالی بوم‌شناختی می‌شوند و بیشتر زیر سلطه بلوط قرار می‌گیرند.
اِنتی‌سول‌ها، خاک معمولی شن‌تپه‌ها هستند که عمیقاً زهکشی شده و بدون مواد مغذی هستند. در فلوریدا، شن‌تپه‌ها، درست مانند بوم‌سازگان‌های آبی‌تر پیرامون آنها ۱۳۰ سانتیمتر (۵۱ اینچ) سانتی‌متر بارندگی در سال دریافت می‌کنند. شن‌تپه‌ها خشک (زریک) هستند زیرا ظرفیت نگهداری آب ضعیفی دارند.
پوشش گیاهی غالب شامل کاج درازبرگ (Pinus palustris)، بلوط بوقلمونی آمریکایی (Quercus laevis) و علف سیمی (Aristida stricta) است. چندین گونه از جانوران کمیاب از جمله لاک‌پشت گوفر (Gopherus polyphemus)، دارکوب شمالی (Picoides borealis)، سنجاب روباهی شرمن (Sciurus niger shermani) و سمندر راه‌راه (Notophthalmus perstriatus) در این زیستگاه هستند. گونه‌های مهاجمی که در شن‌تپه‌ها مشکل‌ساز هستند عبارتند از: زلف شیطان (Imperata cylindrica)، لورل کافور (Cinnamomum camphora) و چمن ناتال (Melinis repens).